# Ирска на Европском првенству у атлетици у дворани 2013.
Ирска је учествовала на 32. Европском првенству у дворани 2013 одржаном у Гетеборгу, Шведска, од 28. фебруара до 3. марта. Ово је било 23. Европско првенство у атлетици у дворани од његовог оснивања 1970. године на којем је Ирска учествовала. Репрезентацију Ирске представљало је 11 спортиста који су се такмичили у 7 дисциплина.
На овом првенству Ирска је заузела 19 место по броју освојених медаља са 2 бронзане медаље. Поред тога оборена су три личана рекорд и остварена су три лична резултата сезоне. У табели успешности према броју и пласману такмичара који су учествовали у финалним такмичењима (првих 8 такмичара) Ирска је са 4 учесника у финалу заузела 13. место са 20 бодова.

## Учесници
| Мушкарци: - Брајан Греган — 400 м - Ciarán Ó Lionáird — 3.000 м - Stephen Scullion — 3.000 м - Џон Траверс — 3.000 м | Жене: - Ејми Фостер — 60 м - Роуз-Ен Галиган — 800 м - Ciara Everard — 800 м - Клер Тарпли — 1.500 м - Финула Бритон — 3.000 м - Дервал О'Рорк — 60 м препоне - Тори Пена — Скок мотком |  |

## Освајачи медаља (2)

### Бронза (2)
| - Ciarán Ó Lionáird — 3.000 м | - Финула Бритон — 3.000 м |

## Резултати

### Мушкарци
| Атлетичар         | Дисциплина | Лични рекорд | Квалификације | Квалификације | Полуфинале            | Полуфинале        | Финале               | Финале               | Детаљи |
| Атлетичар         | Дисциплина | Лични рекорд | Резултат      | Место         | Резултат              | Место             | Резултат             | Место                | Детаљи |
| ----------------- | ---------- | ------------ | ------------- | ------------- | --------------------- | ----------------- | -------------------- | -------------------- | ------ |
| Брајан Греган     | 400 м      | 46,07 НР     | 46,97 КВ      | 1. у гр. 1    | Није завршио трку     | Није завршио трку | Није се квалификовао | Није се квалификовао |        |
| Ciarán Ó Lionáird | 3.000 м    | 7:53,69      | 7:55,12 КВ    | 10. у гр. А   |                       |                   | 7:50,40 ЛР           |                      |        |
| Stephen Scullion  | 3.000 м    | 7:58,11      | 8:00,78       | 8. у гр. 1    | Нису се квалификовали | 14 / 20 (22)      |                      |                      |        |
| Џон Траверс       | 3.000 м    | 7:58,54      | 8:23,83       | 11. у гр. 2   | Нису се квалификовали | 20 / 20 (22)      |                      |                      |        |

### Жене
| Атлетичарка     | Дисциплина   | Лични рекорд | Квалификације | Квалификације | Полуфинале   | Полуфинале | Финале                | Финале       | Детаљи |
| Атлетичарка     | Дисциплина   | Лични рекорд | Резултат      | Место         | Резултат     | Место      | Резултат              | Место        | Детаљи |
| --------------- | ------------ | ------------ | ------------- | ------------- | ------------ | ---------- | --------------------- | ------------ | ------ |
| Ејми Фостер     | 60 м         | 7,33         | 7,33 кв, =ЛР  | 4. у гр. 3    | 7,37         | 7. у гр. 1 | Нису се квалификовале | 12 / 23 (24) |        |
| Роуз-Ен Галиган | 800 м        | 2:03,39      | 2:03,62 КВ    | 1. у гр. 3    | 2:02,84 ЛР   | 5. у гр. 1 | Нису се квалификовале | 8 / 13 (16)  |        |
| Ciara Everard   | 800 м        | 2:02,54 НР   | 2:04,33 КВ    | 1. у гр. 2    | 2:03,40 КВ   | 3. у гр. 2 | 2:02,55               | 6 / 13 (16)  |        |
| Клер Тарпли     | 1.500 м      |              | 4:15,16       | 4. у гр. 3    |              |            | Није се квалификовала | 13 / 20      |        |
| Финула Бритон   | 3.000 м      | 8:54,37      | 9:03,30 КВ    | 3. у гр. 1    | 9:00,54      |            |                       |              |        |
| Дервал О'Рорк   | 60 м препоне | 7,84 НР      | 8,05 КВ, ЛРС  | 2. у гр. 1    | 8,00 КВ, ЛРС | 4. у гр. 2 | 7,95 ЛРС              | 4 / 23 (24)  |        |
| Тори Пена       | Скок мотком  | 4,45 НР      | 4,16          | =15           |              |            | Није се квалификовала | =15 / 20     |        |